# Echinomuricea horrida
Echinomuricea horrida is een zachte koraalsoort uit de familie Plexauridae. De koraalsoort komt uit het geslacht Echinomuricea. Echinomuricea horrida werd in 1905 voor het eerst wetenschappelijk beschreven door Hickson. 